# Semlaran
Semlaran is een bestuurslaag in het regentschap Bojonegoro van de provincie Oost-Java, Indonesië. Semlaran telt 812 inwoners (volkstelling 2010).